# دره بیگ لو
دره بیگ لو یک روستا در ایران است که در دهستان ارشق شمالی واقع شده‌است. دره بیگ لو ۱۷۵ نفر جمعیت دارد.